# 鉮
在化學中，鉮，又稱鉮離子、砷鎓离子或砷正离子，是一種由砷化氫分子衍生出的正離子，其化學式為AsH4+，是砷化氫分子質子化（與氫離子配位結合）所形成的鎓離子。其與銨、鏻類似，為四面體形分子。

## 命名
鉮離子是砷化氫分子質子化（與氫離子配位結合）所形成的鎓離子。由於化學性質類似於金屬離子，因此其名稱來自「砷」與金屬的組合。
鉮的英文名稱來自於「Arsine」（胂）和「-ium」組成，類似於銨的命名，其也加上了表示金屬元素的字尾「-ium」。而中文則是將「胂」的偏旁改成金部，變為「鉮」，做為這種陽離子的名稱。

## 衍生物
- 四苯基鉮（英語：tetraphenylarsonium，化學式：C24H20As）[8]